# Radošov (246 m)

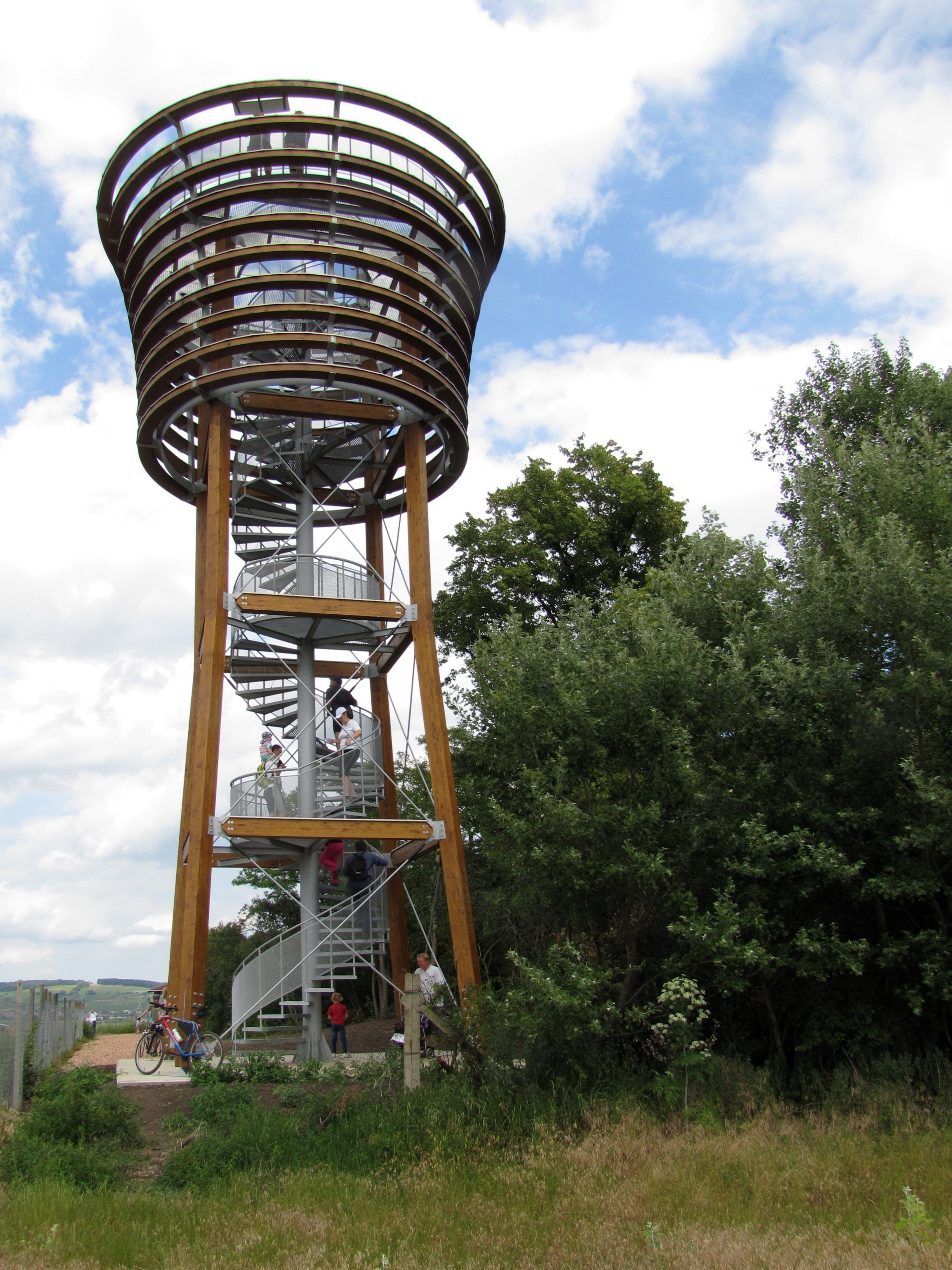
Rozhledna na Radošově

Radošov (246 m n. m.) je návrší s plochým vrcholem nacházející se na rozhraní katastrů Hroznové Lhoty, Tasova, Veselí nad Moravou a Blatnice pod Svatým Antonínkem v okrese Hodonín. Na jeho svazích se nacházejí vinice a ze severní strany jej obtéká potok Kozojídka. V minulosti byl osídlen, až do konce druhé světové války zde přetrval dvůr. Dnes vrchol kopce není osídlen, prochází tudy modrá turistická značka vedoucí z Bzence a Veselí nad Moravou na Velkou Javořinu.

## Zaniklá obec
Ves Radošov s tvrzí, která na kopci podle pověsti stávala, zanikla nejpozději v 1. polovině 13. století. Uvažuje se, že obyvatelé odešlí z Radošova se podíleli na založení slovenské vsi Radošovce (území při obou stranách hranice tehdy leželo v Lucké provincii), a lze hledat souvislost také mezi jejím zánikem a vznikem obce Hroznová Lhota, která je doložena od roku 1447. Náznaky pozůstatků osady lze nalézt na severovýchodním a východním úpatí kopce Radošova, písemně však doložena není. Název Radošov vznikl odvozením od osobního jména Radoš.

## Dvůr Radošov
V 18. století stál na vrcholu kopce ovčín, na jehož místě byl v roce 1757 postaven klasicistní statek. Byl zničen při přechodu fronty dubnu 1945, když z něj po dva týdny trvajících bojích zůstaly jen ruiny a jeho majitelé se zachránili nočním útěkem přes Svatý Antonínek k příbuzným do Ostrožské Lhoty. Úmysl kněze Antonína Šuránka zbudovat na Radošově pomník padlým vojákům rumunské armády sice vzbudil velký zájem rumunského vojenského atašé v Praze, neshledal se však s pochopením představitelů nastupujícího komunistického režimu, kteří si na místě dovedli představit nejvýše památník Rudé armádě, jejíž příslušníci však na Radošově vůbec nebojovali. V současnosti v místě působí Občanské sdružení pro obnovu Radošovského dvora, jehož členové v letech 2008–2009 odkryli základy budov, obnovili 300 let starou studnu a mají v úmyslu zbudovat na Radošově a ekofarmu s chovem ovcí, koz a vietnamských prasat. V květnu 2014 zde otevřeli 15 metrů vysokou volně přístupnou rozhlednu, kterou navrhla hodonínská architektka Regína Kubrická ve spolupráci s projekční a statickou firmou J2L CONSULT.